# Pieter Boutens
Pieter Boutens (Bredene, 10 april 1831 - Brugge, 21 juni 1878) was advocaat en politicus.

## Levensloop
Pieter Jozef Boutens was de zoon van gemeentesecretaris Franciscus Boutens en van Catherine Faict. Hij was de broer van notaris en provincieraadslid Henri Boutens (1833-1885) en de neef van bisschop Johannes Faict. Hij trouwde in 1863 in Proven met Elisa Bancourt uit Veurne.
In 1859 behaalde hij aan de Katholieke Universiteit Leuven zijn doctoraat in de rechten en van 1878 tot aan zijn dood was hij advocaat in Brugge.
'Pito' Boutens stond binnen de katholieke partij als 'Vlaamsgezind' genoteerd. Hij werd in 1864 voorzitter van de Vlaamsche Broederbond waar hij al jaren actief in was. Hij was ook secretaris van de Breydelcommissie die gelden inzamelde voor de oprichting van een standbeeld ter ere van Jan Breydel en Pieter de Coninck. Hij was ook medestichter van het Davidsfonds in Brugge. In de lokale Vlaamse kranten werd hij bezongen als 'volksvriend' die 'de belangen van de werkende klasse ter harte' nam. In de Franstalige plaatselijke kranten werd hij bekritiseerd.
Boutens werd in 1868 ook bestuurslid van het Genootschap voor Geschiedenis te Brugge.

## Politieke activiteiten
Boutens werd bestuurslid van de Vrije Eigenaars- en Landbouwersverbond en van de katholieke gezelligheidsvereniging La Concorde. Hij werd ook voorzitter van de katholieke kiesvereniging in Brugge.
In 1868 werd hij tot provincieraadslid verkozen en werd onmiddellijk bestendig afgevaardigde. Ook al bleef hij dit tot aan zijn dood, werd hij in de uitoefening van de functie gehinderd door een zwakke gezondheid. 